# Weissach
Weissach es una población y municipio del distrito de Böblingen en Baden-Württemberg, Alemania, dentro del área metropolitana de Stuttgart.

## Geografía
Weissach se encuentra en Heckengäu, a 6 km de Heimsheim, a 8 km de Leonberg y aproximadamente a 18 km de Stuttgart. Weissach es el municipio más septentrional del distrito de Böblingen.

## Historia
Weissach fue mencionado por primera vez en documentos en 1100 y 1254. Ya en los siglos XII y XIII, el monasterio de Maulbronn adquirió cada vez más propiedades en Weissach, como el castillo de Kapfenhardt, y ejerció el dominio local asumido por los condes de Vaihingen desde alrededor de 1150, y pronto también obtuvo el patrocinio de la iglesia.
La historia tradicional de Weissach también se refleja en el paisaje urbano y la estructura histórica existente: después de un gran incendio en 1791, la ciudad tuvo que ser reconstruida casi por completo, por lo que la mayoría de los edificios antiguos se construyeron después de tal año.

## Automovilismo
El eje Weissach lleva el nombre de la ciudad, porque allí se encuentra el centro de investigación de Porsche que lo inventó. El carro superdeportivo Porsche 918 Spyder se desarrolló en Weissach, del cual Porsche ofreció el llamado «paquete Weissach», una versión opcional del vehículo, pero con peso reducido y una aerodinámica mejorada.

## Atracciones
- El museo local y galería del artista Sepp Vees (1908-1989) ubicado en el edificio de la vieja escuela del distrito de Flacht.
- Museo del ferrocarril, con locomotoras a vapor que circulan por el tramo de vías férreas de Strohgäubahn a Korntal.

## Alcaldes desde 1948
- 1948-1972: Hermann Kempf
- 1973-1997: Wolfgang Lucas
- 1997-2005: Roland Portmann
- 2005-2006: Reinhard Riesch
- 2006-2014: Ursula Kreutel
- 2014: Daniel Töpfer (CDU)